# Frankrigs administrative inddeling
Frankrigs administrative inddeling. Frankrig, som traditionelt har været stærkt centraliseret, har siden 1980'erne gennemgået en række reformer som har gjort at det lokale selvstyre er blevet styrket på bekostning af centralmagten. 
Frankrig er 1. januar 2024 inddelt i det man i Frankrig kalder collectivités territoriales, hvilket er:
1. 13 régions – derudover 5 oversøiske – inddelt i
2. 96 départements – derudover 5 oversøiske – inddelt i
3. 320 arrondissements – derudover 13 oversøiske – der igen er inddelt i
4. 1.995 cantons,heraf 20 i Paris - derudover er der 59 oversøiske – inddelt i
5. 34.806 communes – derudover er der 129 oversøiske.

De tre folkerigeste communes, Paris, Lyon og Marseille, er dertil inddelt i 45 såkaldte arrondissements municipaux (kommunale arrondissementer).
Herudover anvender franskmændene stadig ofte de historiske navne på forskellige dele af landet. Se Frankrigs provinser.
Nye kommuner dannet i 2024 (fransksproget Wikipedia) (engelsk (valgfrit) oversættelse: Firefox browser:  Andre browsere: )

## Frankrigs regioner og departementer
| - Alsace-Champagne-Ardenne-Lorraine - 08 Ardennes - 10 Aube - 51 Marne - 52 Haute-Marne - 54 Meurthe-et-Moselle - 55 Meuse - 57 Moselle - 67 Bas-Rhin - 68 Haut-Rhin - 88 Vosges - Auvergne-Rhône-Alpes - 01 Ain - 03 Allier - 07 Ardèche - 15 Cantal - 26 Drôme - 38 Isère - 42 Loire - 43 Haute-Loire - 63 Puy-de-Dôme - 69 Rhône - 73 Savoie - 74 Haute-Savoie - Bourgogne-Franche-Comté - 21 Côte-d'Or - 25 Doubs - 39 Jura - 58 Nièvre - 71 Saône-et-Loire - 70 Haute-Saône - 89 Yonne - 90 Territoire de Belfort - Bretagne - 22 Côtes-d'Armor - 29 Finistère - 35 Ille-et-Vilaine - 56 Morbihan - Centre - 18 Cher - 28 Eure-et-Loir - 36 Indre - 37 Indre-et-Loire - 41 Loir-et-Cher - 45 Loiret - Collectivité territoriale de Corse - 2A Corse-du-Sud - 2B Haute-Corse - Île-de-France - 75 Paris - 77 Seine-et-Marne - 78 Yvelines - 91 Essonne - 92 Hauts-de-Seine - 93 Seine-Saint-Denis - 94 Val-de-Marne - 95 Val-d'Oise - Languedoc-Roussillon-Midi-Pyrénées - 09 Ariège - 11 Aude - 12 Aveyron - 30 Gard - 31 Haute-Garonne - 32 Gers - 34 Hérault - 46 Lot - 48 Lozère - 65 Hautes-Pyrénées - 66 Pyrénées-Orientales - 81 Tarn - 82 Tarn-et-Garonne - Nord-Pas-de-Calais-Picardie - 02 Aisne - 59 Nord - 60 Oise - 62 Pas-de-Calais - 80 Somme - Normandie - 14 Calvados - 27 Eure - 50 Manche - 61 Orne - 76 Seine-Maritime - Nouvelle-Aquitaine - 16 Charente - 17 Charente-Maritime - 19 Corrèze - 23 Creuse - 24 Dordogne - 33 Gironde - 40 Landes - 47 Lot-et-Garonne - 64 Pyrénées-Atlantiques - 79 Deux-Sèvres - 86 Vienne - 87 Haute-Vienne - Pays-de-la-Loire - 44 Loire-Atlantique - 49 Maine-et-Loire - 53 Mayenne - 72 Sarthe - 85 Vendée - Provence-Alpes-Côte d'Azur - 04 Alpes-de-Haute-Provence - 05 Hautes-Alpes - 06 Alpes-Maritimes - 13 Bouches-du-Rhône - 83 Var - 84 Vaucluse - Fire oversøiske regioner (Régions d'outre-mer) eller departementer (Départements d'outre-mer, DOM), som har administrativ status som både regioner og departementer: - 971 Guadeloupe - 972 Martinique - 973 Guyane - 974 Réunion - 976 Mayotte - Fire oversøiske kollektiviteter (Collectivités d'outre-mer, COM): - 975 Saint Pierre et Miquelon - 987 Fransk Polynesien (tillige et oversøisk land, pays d'outre-mer, POM) - 986 Wallis-og-Futuna - Ét oversøisk "samfund af særlig art" (Collectivité sui generis) - 988 Ny Caledonien (tillige fra 1998 et pays d'outre mer, POM) - Oversøiske territorier med specifik status og andre områder: - Terres australes et antarctiques françaises (TAAF), Frankrigs sydlige og antarktiske landområder (inklusive Frankrigs landkrav i Antarktis) - l'Île de Clipperton, en ubeboet atol i det nordlige Stillehav |

- De oversøiske departementer og regioner er tidligere franske kolonier, som nu har samme eller tilsvarende status som det egentlige Frankrig. De betragtes som dele af Frankrig (og dermed også EU) snarere end afhængige territorier.
- De oversøiske kollektiviteter kaldtes tidligere "oversøiske territorier" (Territoires d'outre-mer, TOM), men fik ved en forfatningsændringen i 2003 deres nuværende status af collectivités d'outre-mer, COM. De er dele af den franske republik, men ikke af Europa eller EU. I disse territorier anvendes fortsat franske franc som valuta.